# 山下平兵衛
山下 平兵衛（やました へいべい、旧名・長三郎、1878年（明治11年）11月27日 - 没年不明）は、日本の醤油醸造家、甲子醤油代表社員、千葉県多額納税者、実業家。中条商店取締役。族籍は千葉県平民。

## 人物
千葉県人・山下平兵衛の長男。1906年、家督を相続し前名・長三郎を改め襲名した。醤油醸造会社（キノエネ醤油）を営んだ。貴族院多額納税者議員選挙の互選資格を有した。趣味は読書。宗教は浄土真宗。住所は千葉県東葛飾郡野田町野田。

## 家族・親族
山下家
- 父・平兵衛（千葉平民）[1]
- 母・とよ（1860年 - ?、埼玉、岡田五右衛門の妹）[7]
- 弟
  - 幸吉（1896年 - ?）[1]
  - 徳治郎（1900年 - ?）[2]
- 妹
  - けい[1][2][6]、あるいはさい[7][9]（1889年 - ?、埼玉、奥野木七郎の妻）
  - ひで（1893年 - ?、三重、中条瀬兵衛の弟・幸吉の妻）[7]
- 妻・うた（1878年 - ?、千葉、山下富三郎の二女）[7]
- 二女（1917年 - ?）[7]
- 養子・與四郎（1906年 - ?、千葉、都邊道三郎の兄）[6]
  - 同妻・とく（1911年 - ?、三重、小津寅之助の二女）[6]
- 亡養子・周蔵の妻・みきの（1891年 - ?、茨城、長野泰一郎の二女）[1]
- 孫[1]